# Mit Volldampf nach Chicago
Mit Volldampf nach Chicago (Originaltitel: End of the Line) ist ein US-amerikanisches Filmdrama aus dem Jahr 1987. Regie führte Jay Russell, der gemeinsam mit John Wohlbruck auch das Drehbuch schrieb.

## Handlung
Die Eisenbahner Will Haney und Leo Pickett arbeiten in einem Werk in Clifford (Arkansas) und sind befreundet. Haneys Tochter Charlotte will erneut Everett heiraten, mit dem sie bereits einmal verheiratet war.
Haney und Pickett erfahren, dass das Unternehmen, für das sie arbeiten, in den Luftverkehr investieren will. Das Eisenbahnwerk soll geschlossen werden. Die Freunde stehlen eine Lokomotive, mit der sie nach Chicago fahren, wo die Zentrale des Unternehmens ihren Sitz hat. Sie wollen den Vorstandsvorsitzenden Thomas Clinton überzeugen, das Werk doch nicht zu schließen. Es stellt sich heraus, dass die Entscheidung nicht von Clinton getroffen wurde, sondern von seinem Schwiegersohn Warren Gerber.

## Kritiken
Roger Ebert schrieb in der Chicago Sun-Times vom 8. April 1988, der Film habe „ein Herz an der richtigen Stelle“, aber er benötige mehr Zynismus. Er sei ein Film, der in eine andere, unschuldige Zeit gehöre.
Film-Dienst schrieb, der Film sei „sympathisch, aber unrealistisch-naiv“.

## Hintergründe
Der Film wurde in Chicago, in Little Rock und in verschiedenen anderen Orten in Arkansas gedreht. Er wurde in Großbritannien und in Japan direkt auf Video veröffentlicht.